# Altyn-Tagh
L'Altyn-Tagh, Astyn-Tagh, Altun, Altun Shan ou Aerjin Shan (chinois : 阿尔金山 ; chinois traditionnel : 阿兒金山 ; pinyin : āěrjīn shān) est une chaîne de montagne entre le plateau tibétain et le bassin du Tarim en République populaire de Chine. Altyn-Tagh signifie « montagne d'or » en turc.